# De vrouw, de vrouwenbeweging en het vrouwenvraagstuk
De vrouw, de vrouwenbeweging en het vrouwenvraagstuk is een encyclopaedisch handboek, geschreven door Clara Meijer-Wichmann en het echtpaar W.H.M. Werker en Cornelia Werker-Beaujon.
Dit werk werd uitgegeven door Elsevier tussen 1914 en 1918 en verscheen in twee delen.
Dit handboek werd gezien als belangrijk naslagwerk dat de positie van vrouw in de maatschappij weergaf, en waarin de gematigde opvattingen over vrouwenstudie werden verwoord.